# Iñaki Godoy

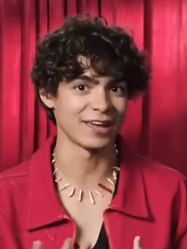
Iñaki Godoy (2023)

Iñaki Godoy Jasso (* 25. August 2003 in Mexiko-Stadt) ist ein mexikanischer Schauspieler.

## Leben
Godoy wurde am 25. August 2003 in Mexiko-Stadt geboren. Als Kinderdarsteller wirkte er 2016 in der Pilotfolge der Fernsehserie Blue Demon mit. Ab demselben Jahr verkörperte er bis 2017 die Rolle des Amadeo „El Gato“ in insgesamt 128 Episoden der Fernsehserie La querida del Centauro. 2018 folgte eine Mitwirkung in der Mini-Serie Por la Máscara: La Serie Web. 2019 spielte er in elf Episoden der Fernsehserie Sin miedo a la verdad die Rolle des El Chinos und wirkte in einer Episode der Fernsehserie Los elegidos mit. 2020 folgte sein Filmdebüt in Go Youth!. 2021 übernahm er die Rolle des Bruno in insgesamt 13 Episoden der Netflix-Eigenproduktion Wer hat Sara ermordet?. Im November 2021 wurde bekannt, dass er eine der Hauptrollen in der Netflix-Serie One Piece, welche auf der gleichnamigen Mangaserie von Eiichirō Oda basiert, darstellen wird: den jungen Piraten Monkey D. Ruffy. 2022 stellte er mit der Rolle des Juan Ruiz, der sich in einen werwolfähnlichen Chupacabra verwandeln kann, eine der Hauptrollen im Netflix-Original The Imperfects dar. Im selben Jahr war er außerdem im Slasher-Film MexZombies in einer der Hauptrollen als Tavo zu sehen.

## Filmografie (Auswahl)
- 2016: Blue Demon (Fernsehserie, Episode 1x01)
- 2016–2017: La querida del Centauro (Fernsehserie, 128 Episoden)
- 2018: Por la Máscara: La Serie Web (Mini-Serie)
- 2019: Sin miedo a la verdad (Fernsehserie, 11 Episoden)
- 2019: Los elegidos (Fernsehserie, Episode 1x28)
- 2020: Go Youth!
- 2021: Wer hat Sara ermordet? (¿Quién mató a Sara?, Fernsehserie, 13 Episoden)
- 2022: The Imperfects (Fernsehserie, 10 Episoden)
- 2022: MexZombies
- seit 2023: One Piece (Fernsehserie)